# Saint-Denis-de-Briouze
Saint-Denis-de-Briouze est une ancienne commune française du département de l'Orne et la région Normandie, intégrée au territoire de Saint-André-de-Briouze depuis 1821.

## Histoire
La commune est absorbée par celle de Saint-André-de-Briouze en 1821.

## Démographie
| 1793 | 1800 | 1806 | 1821 |
| ---- | ---- | ---- | ---- |
| 123  | 135  | 131  | 144  |